# 2025 en sport automobile
| Années du sport automobile : 2022 - 2023 - 2024 - 2025 - 2026 - 2027 - 2028    |
| Décennies du sport automobile : 1990 - 2000 - 2010 - 2020 - 2030 - 2040 - 2050 |

## Événements par mois

### Janvier
- 17 janvier : rallye-raid, arrivée du Rallye Dakar 2025, remporté par Yazeed Al-Rajhi et Timo Gottschalk.
- 22 janvier : Départ du Rallye Monte-Carlo 2025 qui marque le début du Championnat du Monde des Rallyes 2025.

### Février
- 16 février : rallye, Elfyn Evans remporte le Rallye de Suède 2025.
- 28 février : Le Grand Prix moto de Thaïlande marque le début du Championnat du Monde 2025 de MotoGP.
- 28 février : Les 1 812 kilomètres du Qatar marquent le début du Championnat du monde d'endurance FIA 2025.

### Mars
- 16 mars : Le Grand Prix automobile d'Australie marque le début du Championnat du monde de Formule 1 2025.

### Avril
- x

### Mai
- 11 mai : Johann Zarco remporté a domicile le Grand Prix de France en MotoGP[1]

### Juin
- x

### Juillet
- x

### Août
- x

### Septembre
- x

### Octobre
- x

### Novembre
- x

### Décembre
- x

## Décès
- 20 mars : décès à 76 ans d'Eddie Jordan.